# Brązal
Brązal, brąz aluminiowy – stop brązu z kilkuprocentowym dodatkiem aluminium (4–11%) oraz niewielką domieszką niklu, manganu i żelaza. Jest odporny na działania wysokiej temperatury i wody morskiej. Stosowany do wyrobu śrub okrętowych, zaworów, aparatury chemicznej. 
W polskich monetach obiegowych 2 zł (pierścień tej monety) i 5 zł (rdzeń tej monety) do ich wykonania użyto brązal CuAl6Ni2 tj. o zawartości 92% miedzi, 6% aluminium, 2% niklu.